# Ferdinand Minding

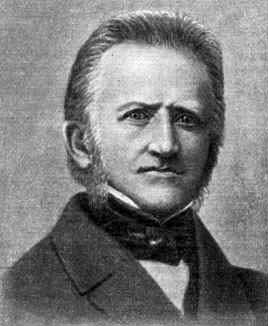
Ferdinand Minding

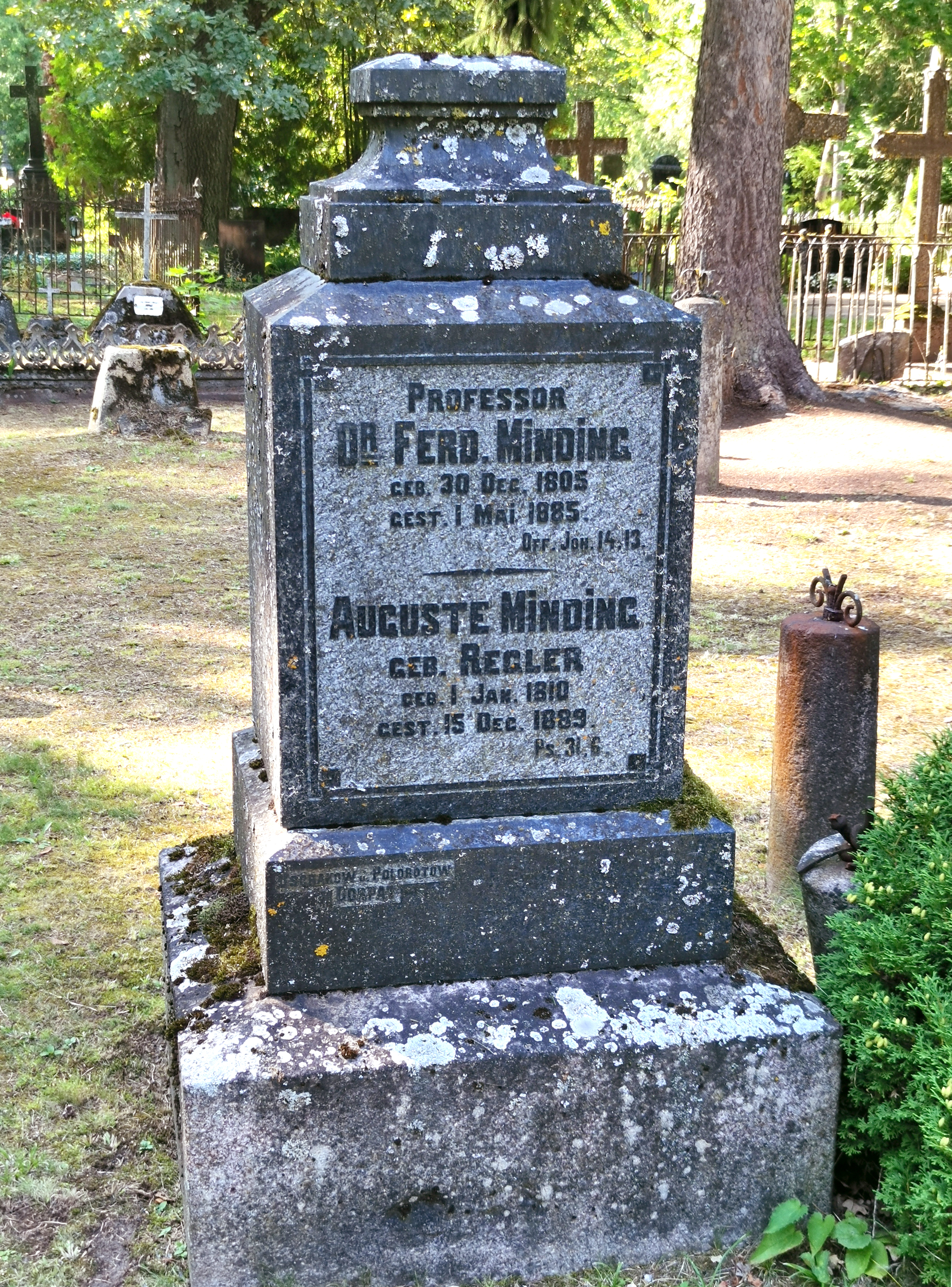
Grab auf dem Friedhof Tartu (Raadi kalmistu)

Ernst Ferdinand Adolf Minding (* 30. Dezember 1805jul. / 11. Januar 1806greg. in Kalisch, damals Preußen, heute Polen; † 1. Maijul. / 13. Mai 1885greg. in Dorpat, damals Russland, heute Estland) war ein deutsch-russischer Mathematiker.

## Leben und Werk
Als Minding ein Jahr alt war, zog die Familie nach Hirschberg in Schlesien (damals Preußen). Nach dem Abitur 1824 studierte er in Halle und Berlin klassische Philologie, Philosophie und Physik (Mathematik nur im Selbstunterricht). Nach dem Abschluss 1827 war er zunächst Hilfslehrer für Mathematik, Geschichte und Deutsch am Gymnasium in Elberfeld (heute Wuppertal). Während dieser Zeit schrieb er an seiner Doktorarbeit und wurde schließlich 1829 in Halle mit der Arbeit De valore intergralium duplicium quam proxime inveniendo promoviert. Im November 1830 wurde er Privatdozent an der Humboldt-Universität Berlin und 1834 auch an der Königlichen Allgemeinen Bauschule zu Berlin. Ab 1843 war er Professor in Dorpat, wo er neben Mathematik auch Physik unterrichtete. 1851 bis 1855 war er Fakultätsvorsitzender. 1864 wurde er russischer Staatsbürger und im gleichen Jahr als korrespondierendes Mitglied in die Russische Akademie der Wissenschaften in Sankt Petersburg aufgenommen. 1879 wurde er Ehrenmitglied der Akademie.

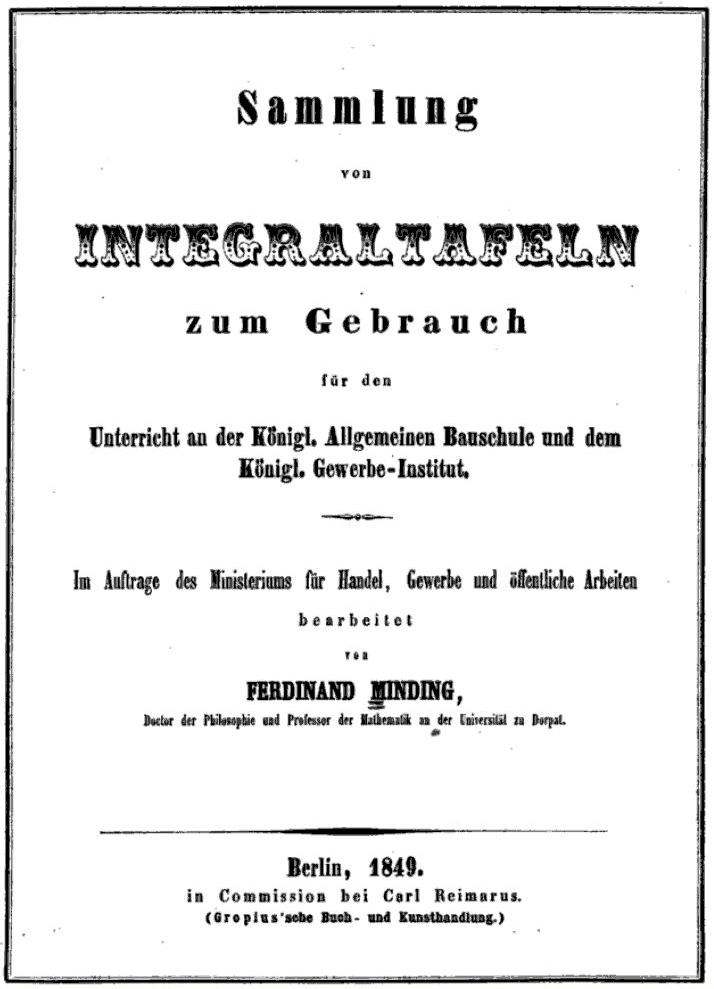
Integraltafel von Minding, 1849

Im Anschluss an Carl Friedrich Gauß (dessen Abhandlung 1828 erschien) widmete er sich der Differentialgeometrie. In einer Arbeit von 1830 führte er die geodätische Krümmung ein, die unabhängig von Pierre Ossian Bonnet 1848 wiederentdeckt wurde (entsprechende Untersuchungen von Gauß von 1825 hatte dieser nicht veröffentlicht). 1838 untersuchte er auf Rotationsflächen abwickelbare Flächen. Er bewies 1839 auch die Invarianz bei Flächenbiegung (Satz von Minding), das heißt, dass Flächen, die lokal die gleiche gaußsche Krümmung haben, auch lokal aufeinander abwickelbar sind, was ebenfalls von Bonnet später bewiesen wurde. Dabei untersuchte er Flächen konstanter gaußscher Krümmung und gab auch Beispiele pseudosphärischer Flächen (konstanter negativer Krümmung), die explizit von Eugenio Beltrami als Modelle der nichteuklidischen Geometrie verwendet wurden. Neben Differentialgeometrie arbeitete er über Integration von Differentialgleichungen mit integrierenden Faktoren (er erhielt dafür 1861 den Demidow-Preis der Akademie von St. Petersburg), Mechanik, Kettenbrüche und abelsche Integrale. Er schrieb auch mehrere Lehrbücher. Darüber hinaus hat er 1849 eine der ersten Integraltafeln herausgegeben.
Hinderlich bei seinen Arbeiten über Integrale und Differentialgleichungen war, dass er sich nicht mit der damals modernen Funktionentheorie befasste. Aus diesem Grund enthält die Integraltafel nur sehr wenige bestimmte Integrale. Er veröffentlichte auch über Mechanik und Anwendungen der Wahrscheinlichkeitstheorie.
Er heiratete 1836 Auguste Regler und hatte mit ihr einen Sohn und zwei Töchter.

## Schriften
- Anfangsgründe der höheren Arithmetik, Berlin: Reimer 1832, Digitalisat, ETH-Bibliothek
- Sammlung von Integraltafeln zum Gebrauch für den Unterricht an der Königl. Allgemeinen Bauschule und dem Königl. Gewerbe-Institut. Reimarus, Berlin 1849. Online bei Google Books.
- Handbuch der Differential- und Integralrechnung und ihrer Anwendungen auf Geometrie und Mechanik. Zunächst zum Gebrauche in Vorlesungen. F. Dümmler, Berlin.
  - Erster Theil: Enthaltend Differential- und Integralrechnung, nebst Anwendung auf die Geometrie. 1836, Digitalisat
  - Zweiter Theil: Enthaltend die Mechanik. 1838
- Über die Biegung krummer Flächen, Crelles J., Band 18, 1838, S. 365–368.
- Wie sich entscheiden lässt, ob zwei gegebene krumme Flächen aufeinander abwickelbar sind oder nicht, nebst Bemerkungen über die Flächen von unveränderlichem Krümmungsmaße, Crelles J., Band 19, 1839, S. 370–387.
- Mechanik, Dove’s Repetitorium der Physik, Band 5, 1844, S. 1–87.
- Die Einrichtung der Klassenlotterie mit Freilosen in Hinsicht auf ihren durchschnittlichen Erfolg für Unternehmer und Spieler arithmetisch beleuchtet. Ein Beitrag zur politischen Arithmetik, Berlin: Veit 1842
- Sammlung von Integraltafeln, Berlin: Reimarus 1849